# Ghirone
Ghirone è una frazione di 40 abitanti del comune svizzero di Blenio, nel Canton Ticino (distretto di Blenio).

## Storia

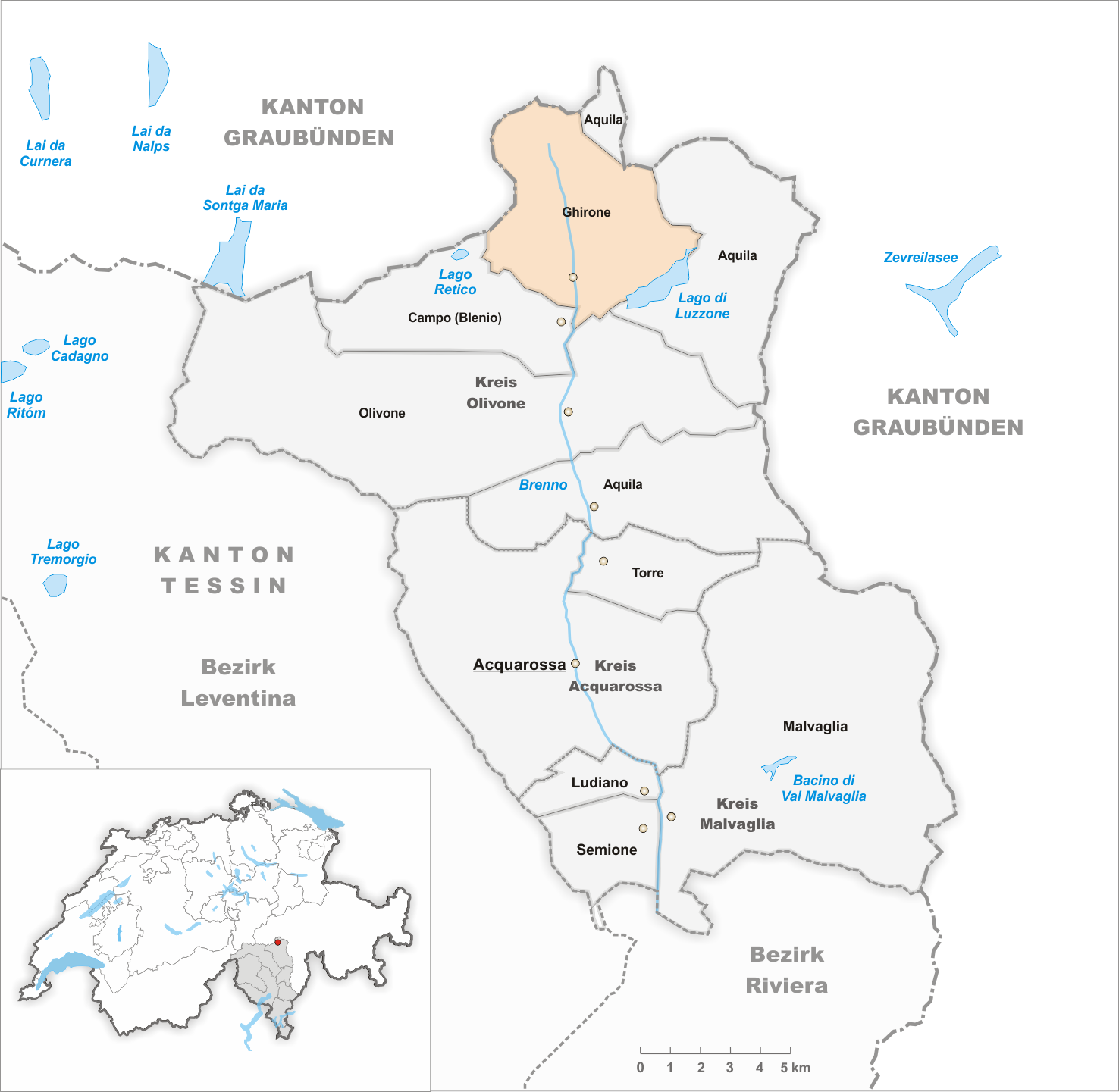
Il territorio del comune di Ghirone prima degli accorpamenti comunali del 2006

Già comune autonomo istituito nel 1836 per scorporo dal comune di Aquila (al quale fu temporaneamente riaggregato tra il 1842 e il 1853), incorporò anche il comune soppresso di Buttino. 
Nel marzo 1851, Baselga (allora frazione del comune di Ghirone) venne spazzata via da una valanga.
Un'altra valanga, nell'inverno 1950-1951, si fermò a ridosso dell'abitato di Ghirone.
Fino al 21 ottobre 2006 il comune di Ghirone si estendeva per 30,35 km²; il 22 ottobre 2006 è stato accorpato agli altri comuni soppressi di Aquila, Campo, Olivone e Torre per formare il nuovo comune di Blenio.

## Monumenti e luoghi d'interesse

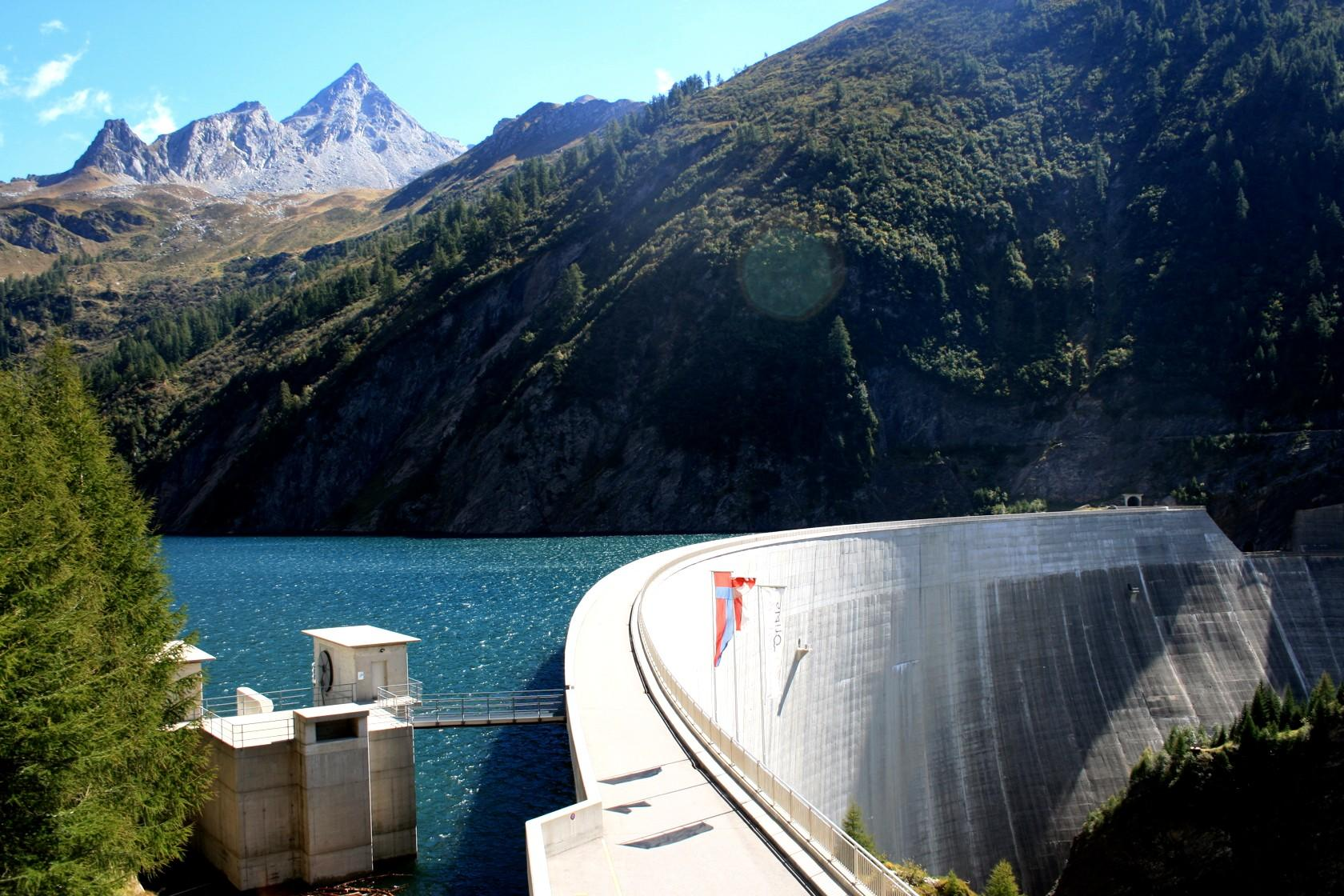
La diga del Luzzone

- Chiesa dei Santi Martino di Tours e Giorgio, attestata nel 1215[3];
- Oratorio di San Rocco in località Aquilesco, attestato nel 1587[senza fonte];
- Oratorio di San Bernardino da Siena in località Cozzera, attestato nel 1567[senza fonte];
- Diga del Luzzone.

## Società

### Evoluzione demografica
L'evoluzione demografica è riportata nella seguente tabella:
Abitanti censiti

## Amministrazione
Ogni famiglia originaria del luogo fa parte del cosiddetto comune patriziale e ha la responsabilità della manutenzione di ogni bene ricadente all'interno dei confini della frazione.